# دايفيد ألين
دايفيد ألين (بالإنجليزية: David Allen)‏ هو رائد أعمال أمريكي، ولد في 30 يوليو 1972 في دنفر في الولايات المتحدة.

## وصلات خارجية
- الموقع الرسمي